# Камер-султан
Камер-султа́н (тур. Kamer Sultan) или Камершах-султа́н (тур. Kamerşah Sultan); ум. 1520, Бурса) — дочь османского султана Баязида II от Гюльрух-хатун.

## Биография
Камер-султан была дочерью Баязида II и его наложницы Гульрух-хатун; в реестрах Бурсы её имя записано, как Камер-шах. 
Султан Баязид подарил ей поместье в Малкаре. Камер-султан была замужем за Нишанджи Давуд-пашой (умер в 1505 году). Точная её дата смерти не указана, но по некоторым данным она умерла в январе 1520 года. Она была похоронена в тюрбе своей матери при мечети Мурадие в Бурсе.